# Лойтесдорф
Лойтесдорф (нем. Leutesdorf) — община в Германии, в земле Рейнланд-Пфальц. 
Входит в состав района Нойвид. Подчиняется управлению Бад Хённинген.  Население составляет 1809 человек (на 31 декабря 2010 года). Занимает площадь 10,79 км².

## Фотографии

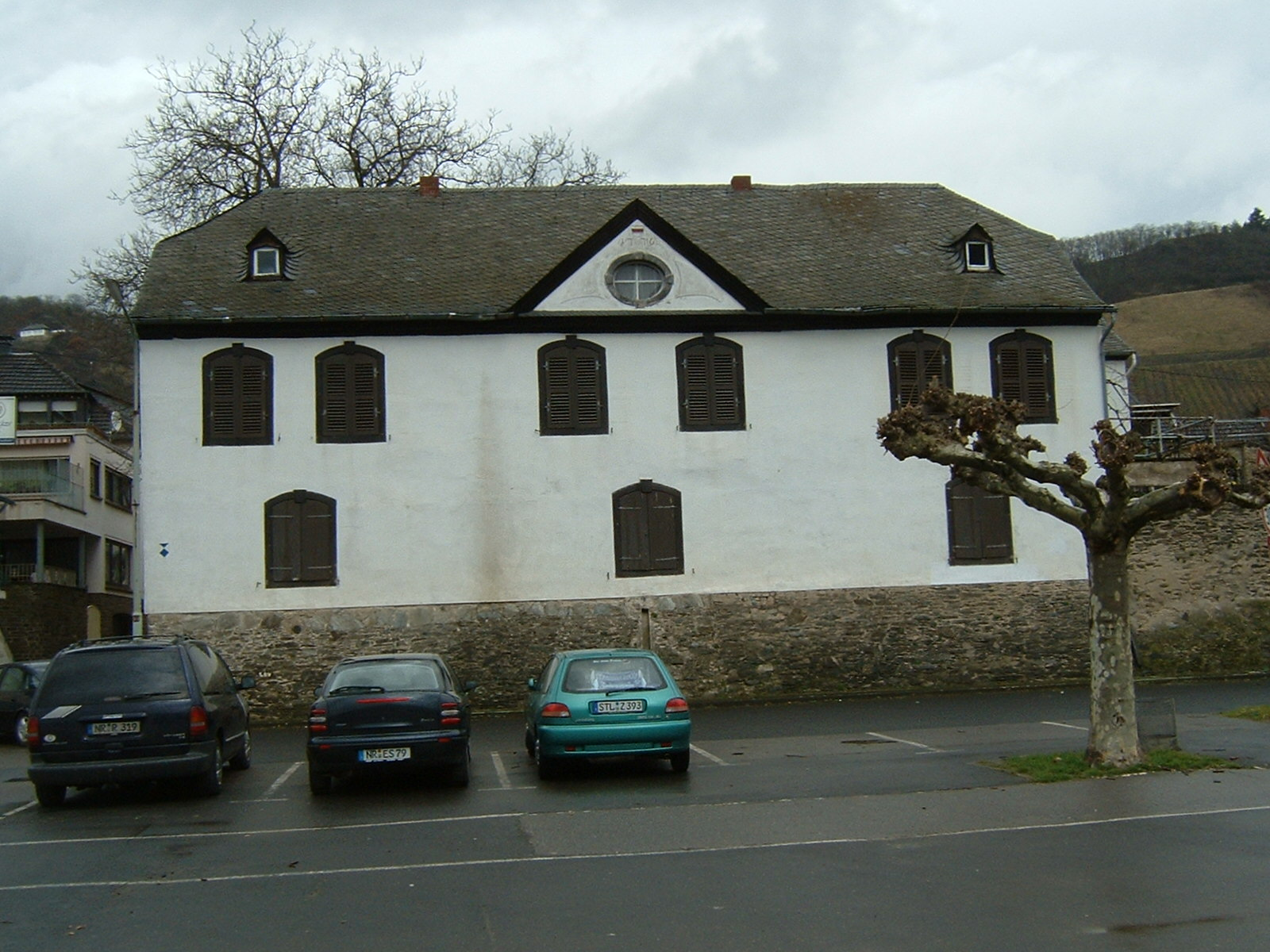
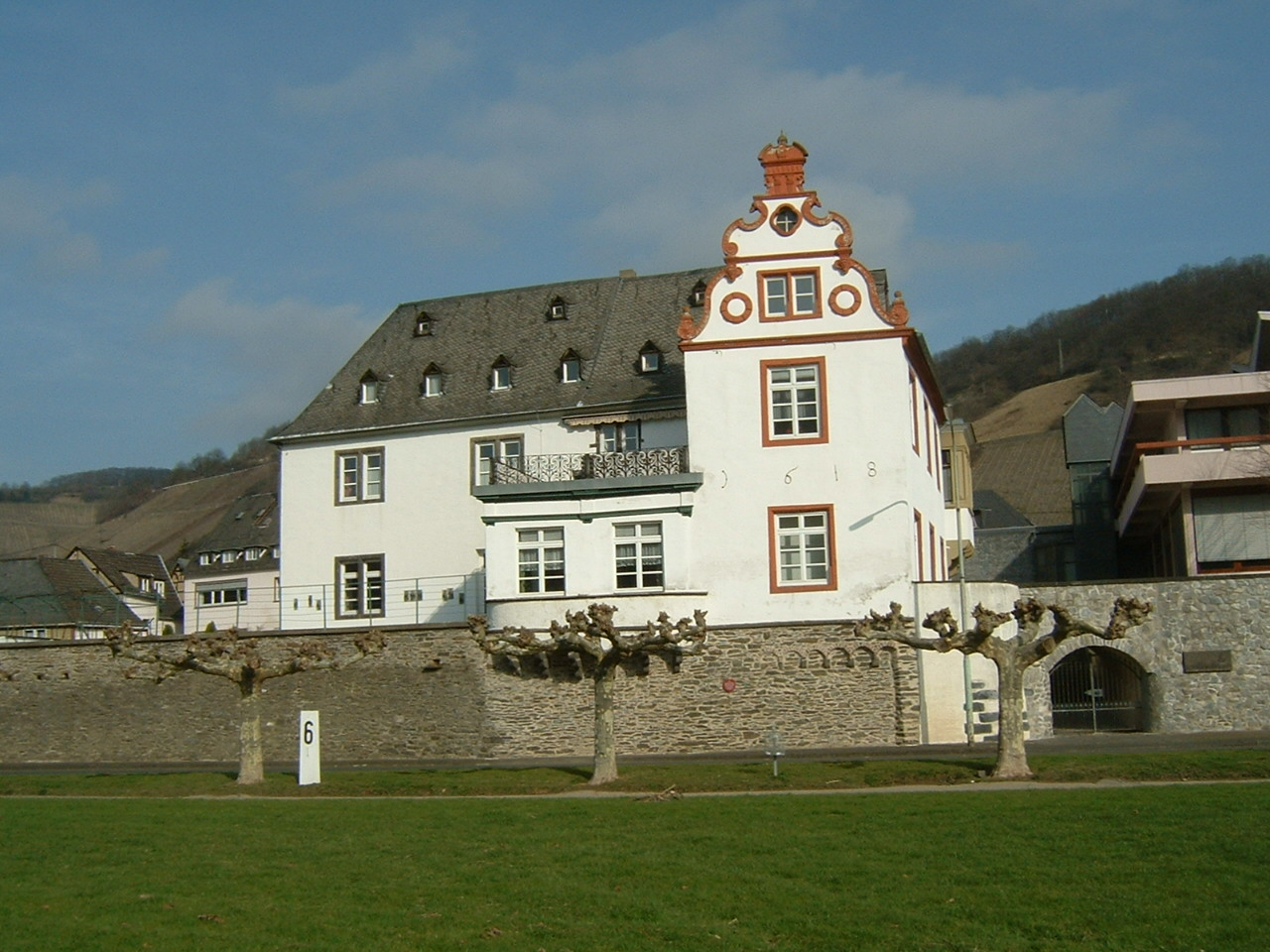
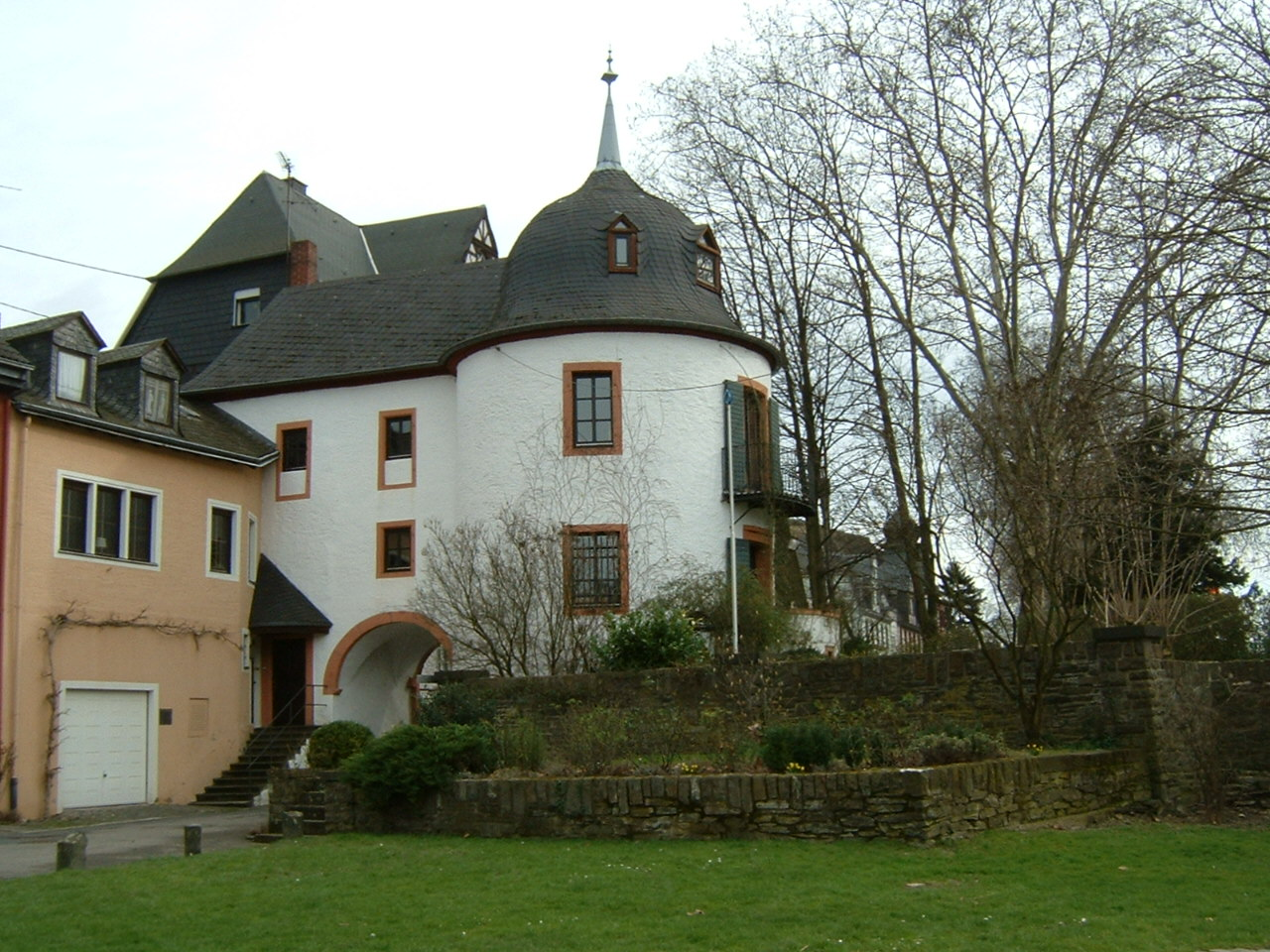
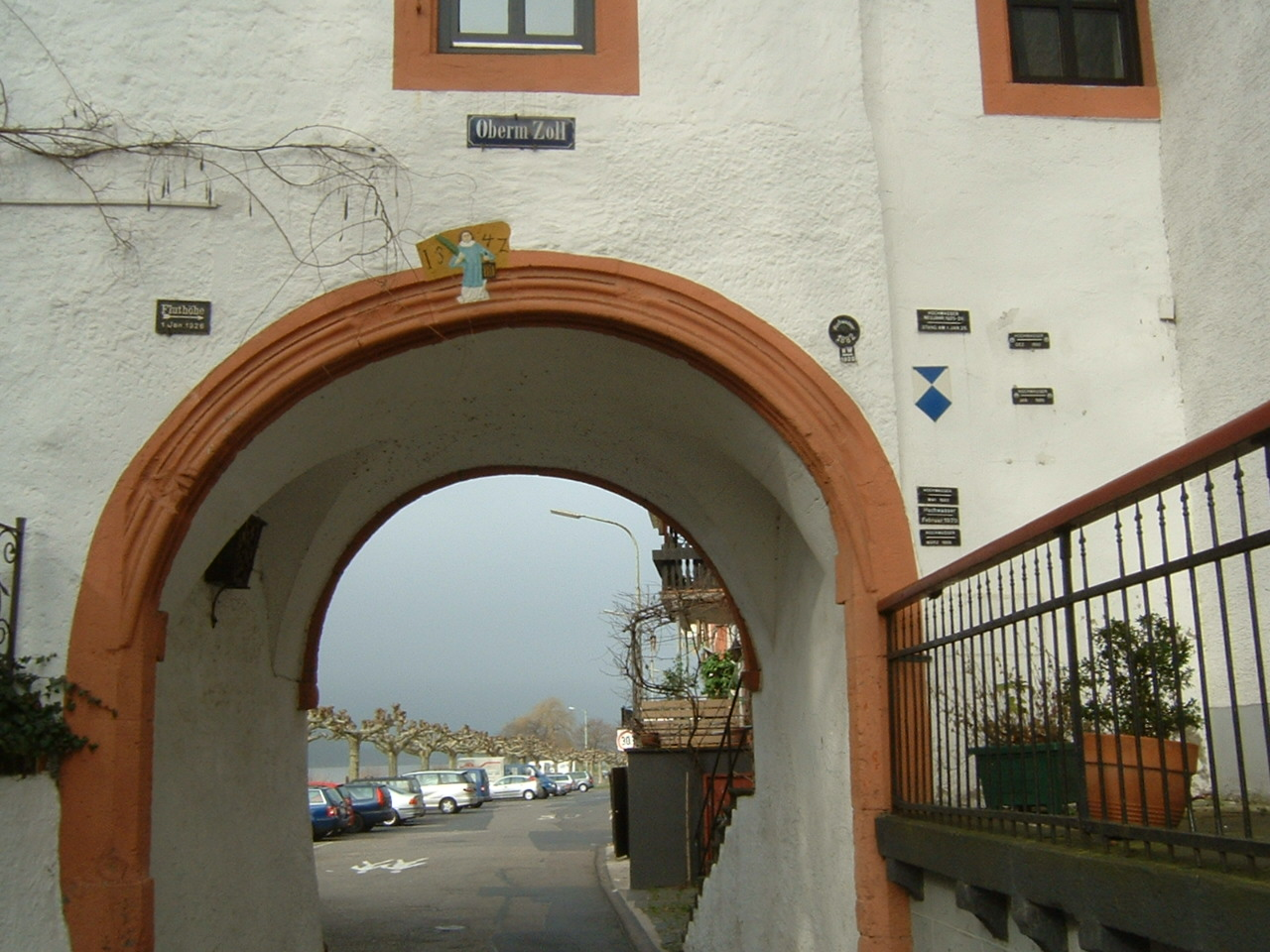
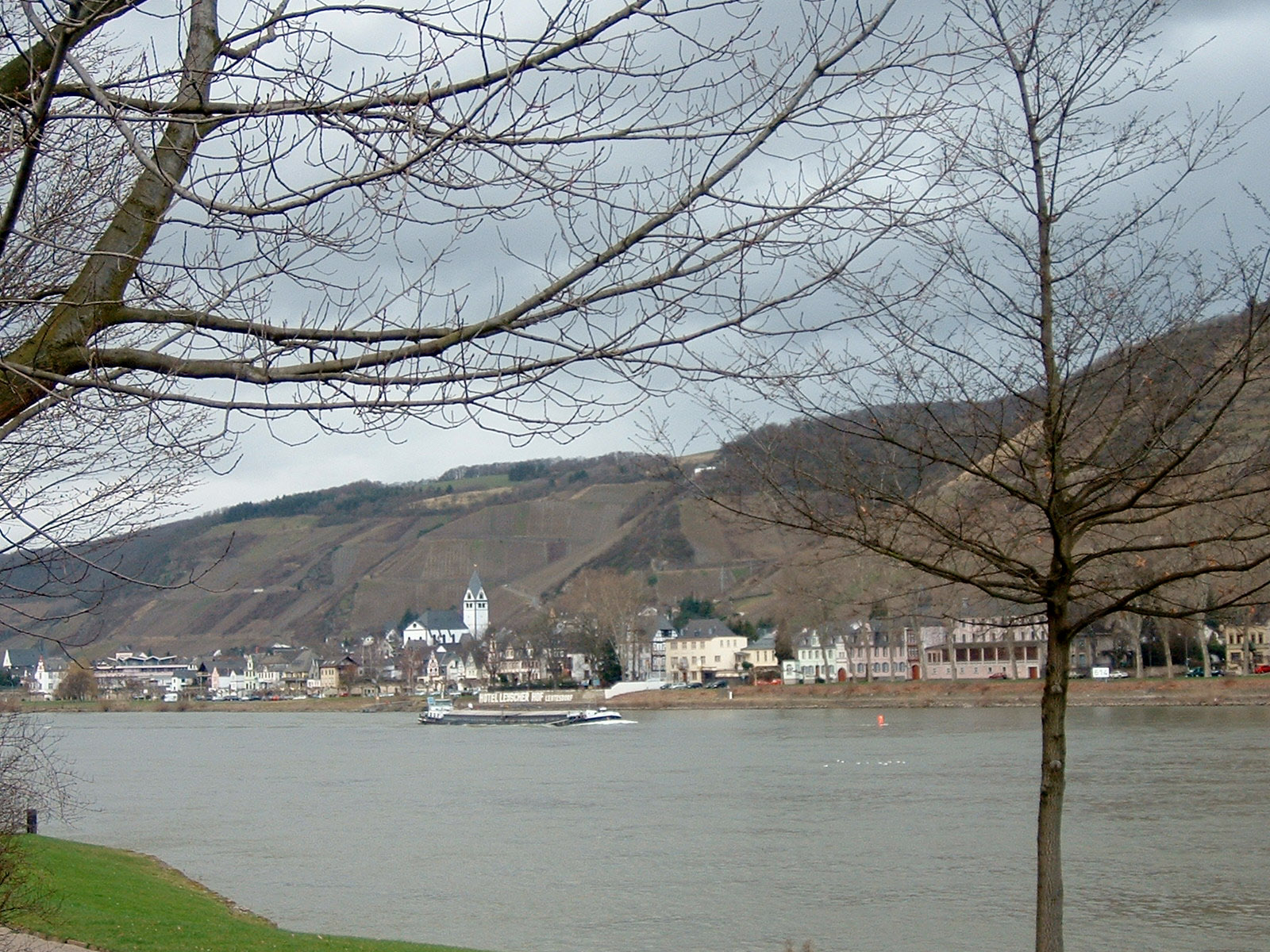
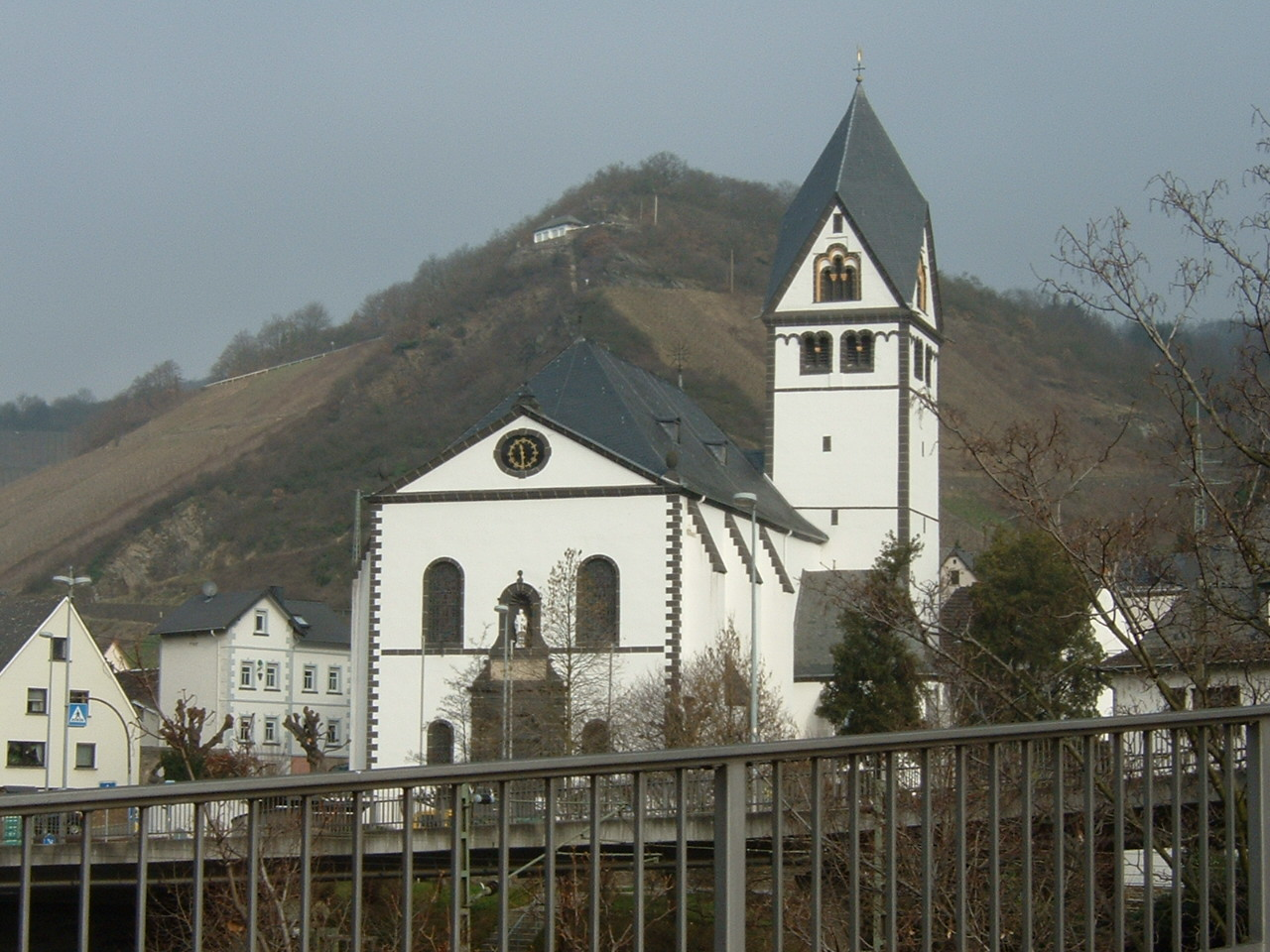
Церковь
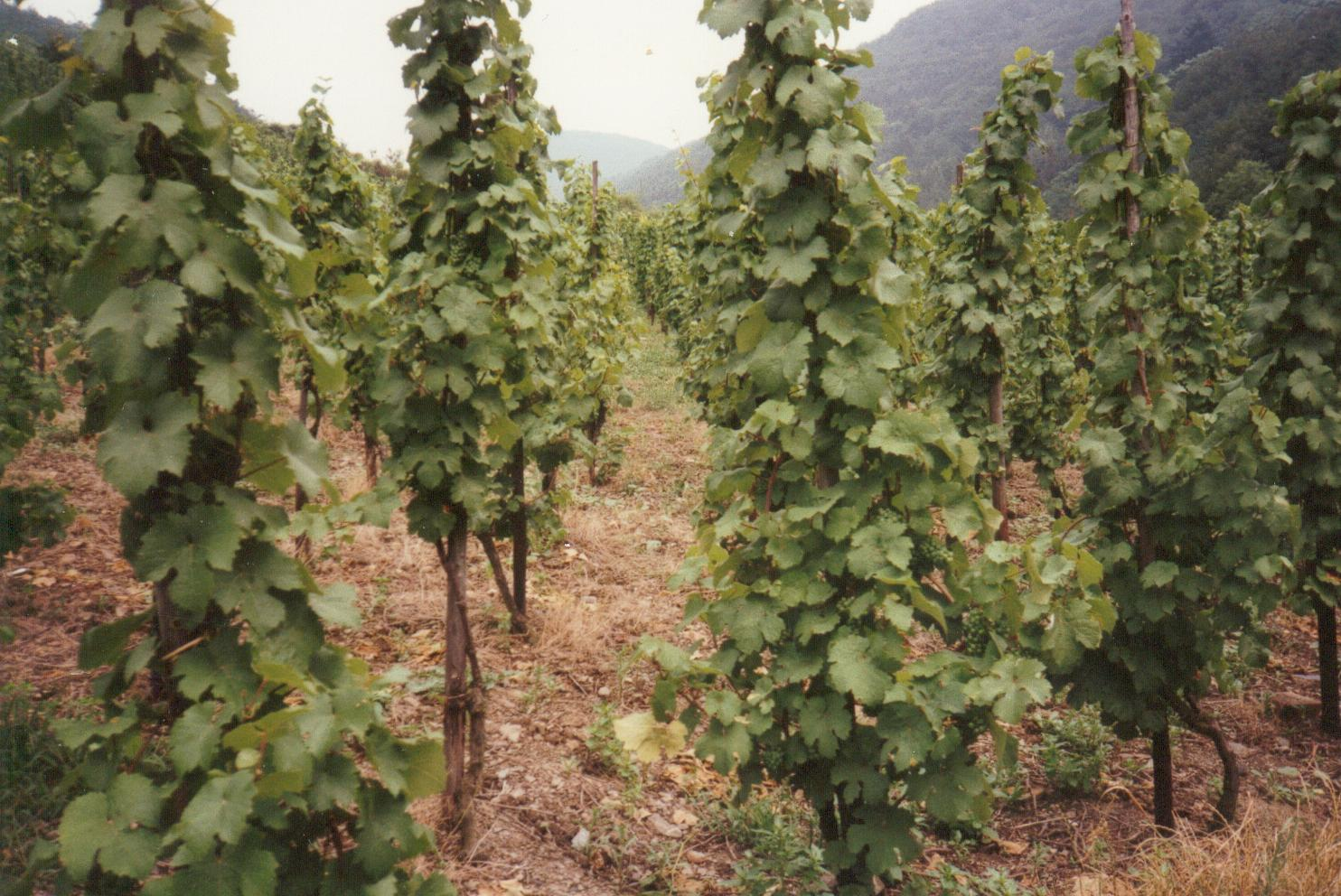